# 台北捷運新店線
新店線（しんてんせん）は、台湾台北市中心部から市南部を経て新北市新店区へ至る台北捷運の路線。路線の全長は 9.3 km。松山線の開業後、松山駅から北廻りで西門駅を経由して新店駅へと至る松山新店線を構成する一路線となった。七張駅から小碧潭支線が分岐している。

## 路線データ
- 駅数：10（小南門線区間を除く）
- 軌間：1,435 mm（標準軌）
- 電気方式：直流 750 V（第三軌条方式）
- 複線区間：全線
- 地下区間：全線
- 走行方向：右側通行

## 運転系統
全列車が松山線との直通運転を実施している。2014年11月以降、運行時間は6:00から24:00頃までで、松山線松山駅 - 中正紀念堂駅 - 新店駅間の系統と、松山駅 - 中正紀念堂駅 - 台電大楼駅間の系統が運転されている。
列車は全て各駅停車で、台電大楼駅以南は概ね6-8分間隔（平日のラッシュ時は約3-5分間隔）で、23:00以降は運転本数が減少する。かつて小南門支線が独立した系統であった際は10分間隔で運行していた。長らく時刻表が公布されていないですが、2018年から駅別時刻表が公布される。

## 設備
駅は全て地下にあり、ワンマン運転方式の鉄道である。各駅でホームドアの設置や車椅子に対応したバリアフリー化が進められており。携帯電話の電波は列車が走行中のトンネル内からも十分通話が可能なように中継されている（「通話は小声で」との案内が行われている）。
一方、改札内に売店や自動販売機類は無く、ガムや清涼飲料を含めて飲食は罰金の対象となる。

## 車両
C371型、C381型が、全て6両編成で運行されている。1両の長さが23.5 m、車両幅は3.2 m、一編成の乗車定員は1,914名あるため、列車長は日本のJR在来線の通勤型電車のほぼ7両分、乗車定員では12両分以上に相当する。車両基地は七張駅から小碧潭支線に至る沿線に新店機廠が設けられている。

## 歴史
- 1998年12月25日 - 中正紀念堂駅 - 古亭駅間が開業。淡水線、中和線との直通運転を開始。
- 1999年11月11日 - 古亭駅 - 新店駅間が延伸開業。これにより新店線全線開業。
- 2000年8月31日 - 当路線の事実上の延伸区間ともいえる小南門線が開業。
- 2012年9月30日 - 新荘線の古亭駅までの延伸開業に伴い、中和線との直通運転を中止し、台電大楼駅折返しに変更。
- 2013年11月24日 - 信義線開業に伴い、北投 - 台電大樓間の運転を中止し、代わって小南門線西門 - 台電大樓間の運転を開始。
- 2014年11月15日 - 松山線開業に伴い、松山線との直通運転を開始する。

## 駅一覧
| 駅番号                                 | 駅名                    | 駅名                | 駅名                                  | 接続路線・備考                                                        | 所在地 | 所在地        |
| 駅番号                                 | 日本語                  | 繁体字中国語        | 英語                                  | 接続路線・備考                                                        | 所在地 | 所在地        |
| -------------------------------------- | ----------------------- | ------------------- | ------------------------------------- | --------------------------------------------------------------------- | ------ | ------------- |
| 小南門線経由 松山線 松山駅まで直通運転 |                         |                     |                                       |                                                                       |        |               |
| G10                                    | 中正紀念堂駅            | 中正紀念堂站        | Chiang Kai-Shek Memorial Hall         | ■淡水信義線R08（淡水線、信義線） ■小南門線 (直通運転) ■万大樹林線LG01 | 台北市 | 中正区        |
| G09                                    | 古亭駅                  | 古亭站              | Guting                                | ■中和新蘆線O05（新荘線・中和線）                                      | 台北市 | 中正区        |
| G08                                    | 台電大楼駅              | 台電大樓站          | Taipower Building                     |                                                                       | 台北市 | 中正区 大安区 |
| G07                                    | 公館駅 （国立台湾大学） | 公館站 （台灣大學） | Gongguan (National Taiwan University) |                                                                       | 台北市 | 中正区 大安区 |
| G06                                    | 万隆駅                  | 萬隆站              | Wanlong                               |                                                                       | 台北市 | 文山区        |
| G05                                    | 景美駅                  | 景美站              | Jingmei                               |                                                                       | 台北市 | 文山区        |
| G04                                    | 大坪林駅                | 大坪林站            | Dapinglin                             | ■環状線Y7                                                             | 新北市 | 新店区        |
| G03                                    | 七張駅                  | 七張站              | Qizhang                               | ■小碧潭支線                                                           | 新北市 | 新店区        |
| G02                                    | 新店区公所駅            | 新店區公所站        | Xindian District Office               |                                                                       | 新北市 | 新店区        |
| G01                                    | 新店駅                  | 新店站              | Xindian                               |                                                                       | 新北市 | 新店区        |